# Чемпионат России по футболу среди женщин 1995
Чемпионат России по футболу среди женщин (Высшая лига) 1995 — 4-й сезон высшего дивизиона в системе женских футбольных лиг России. Сезон начался 2 мая 1995 года и завершился 13 ноября 1995 года. Изменилась система начисления очков — за победу теперь вместо двух очков начислялось три, за ничью и проигрыш одно и ноль, соответственно.
Победитель лиги был определен в «Золотом матче» между «Энергией» и ЦСК ВВС из-за одинаковых показателей по итогу розыгрыша. Победителем впервые стала воронежская «Энергия», выиграв «Золотой матч» со счетом 2:1.

## Участники
Сводная статистика участников
учтены матчи завершённых сезонов
без учёта мячей забитых в сериях послематчевых пенальти
с учётом технических результатов
легенда
 — команда была Чемпионом
 — команда была вице-чемпионом
 — команда была бронзовый призёром
| команда         | команда         | сезоны | сезоны     | Результаты выступлений | Результаты выступлений | Результаты выступлений | Результаты выступлений | Результаты выступлений | Результаты выступлений | Результаты выступлений | Результат в сезоне 1994 | Примечания                                             |
| наименование    | город           | #      | года       | И                      | В                      | Н                      | П                      | ЗМ                     | ПМ                     | РМ                     | Результат в сезоне 1994 | Примечания                                             |
| --------------- | --------------- | ------ | ---------- | ---------------------- | ---------------------- | ---------------------- | ---------------------- | ---------------------- | ---------------------- | ---------------------- | ----------------------- | ------------------------------------------------------ |
| ЦСК ВВС         | Самара          | 3      | 1992—1994  | 72                     | 51                     | 16                     | 5                      | 156                    | 33                     | +123                   | Высшая лига, 1-е место  |                                                        |
| Чертаново-СКИФ  | Москва          | 3      | 1992—1994  | 72                     | 44                     | 15                     | 13                     | 123                    | 35                     | +88                    | Высшая лига, 4-е место  | СКИФ (Малаховка) (1992) СКИФ-Фемина (Малаховка) (1993) |
| Энергия         | Воронеж         | 3      | 1992—1994  | 72                     | 43                     | 11                     | 18                     | 153                    | 58                     | +95                    | Высшая лига, 2-е место  |                                                        |
| Сибирячка       | Красноярск      | 3      | 1992—1994  | 72                     | 42                     | 14                     | 16                     | 109                    | 49                     | +60                    | Высшая лига, 5-е место  |                                                        |
| Волжанка        | Чебоксары       | 3      | 1992—1994  | 72                     | 35                     | 14                     | 23                     | 101                    | 59                     | +42                    | Высшая лига, 7-е место  |                                                        |
| СиМ             | Москва          | 3      | 1992—1994  | 72                     | 14                     | 20                     | 38                     | 50                     | 95                     | -45                    | Высшая лига, 8-е место  | СиМ-Россия (1992—1993)                                 |
| Снежана         | Люберцы         | 2      | 1992, 1994 | 50                     | 8                      | 8                      | 34                     | 27                     | 111                    | -84                    | Высшая лига, 9-е место  |                                                        |
| Калужанка       | Калуга          | 2      | 1993—1994  | 44                     | 28                     | 4                      | 12                     | 59                     | 39                     | +20                    | Высшая лига, 3-е место  |                                                        |
| Лада            | Тольятти        | 1      | 1994       | 22                     | 9                      | 4                      | 9                      | 29                     | 34                     | -5                     | Высшая лига, 6-е место  |                                                        |
| МИСИ            | Москва          | 1      | 1994       | 22                     | 1                      | 4                      | 17                     | 9                      | 61                     | -52                    | Высшая лига, 11-е место | МИСИ-Бина (1994)                                       |
| Сила            | Санкт-Петербург | —      | —          | —                      | —                      | —                      | —                      | —                      | —                      | —                      | Первая лига, 1-е место  |                                                        |
| КДС Идель       | Уфа             | —      | —          | —                      | —                      | —                      | —                      | —                      | —                      | —                      | Первая лига, 2-е место  |                                                        |
| Сююмбике-Зилант | Зеленодольск    | —      | —          | —                      | —                      | —                      | —                      | —                      | —                      | —                      | Первая лига, 3-е место  |                                                        |

Клуб Высшей лиги 1994 «Аврора» был переформатирован в мини-футбольный клуб.

## Турнирная таблица
| Поз | Команда                        | И  | В  | Н | П  | МЗ | МП | РМ  | О  | Квалификация или выбывание      |
| --- | ------------------------------ | -- | -- | - | -- | -- | -- | --- | -- | ------------------------------- |
|     | Энергия (Воронеж)              | 22 | 20 | 1 | 1  | 99 | 11 | +88 | 61 |                                 |
|     | ЦСК ВВС (Самара)               | 22 | 20 | 1 | 1  | 85 | 7  | +78 | 61 |                                 |
|     | Сибирячка (Красноярск)         | 22 | 14 | 1 | 7  | 42 | 15 | +27 | 43 |                                 |
| 4   | Калужанка (Калуга)             | 22 | 13 | 3 | 6  | 41 | 23 | +18 | 42 |                                 |
| 5   | Лада (Тольятти)                | 22 | 13 | 2 | 7  | 41 | 37 | +4  | 41 |                                 |
| 6   | Чертаново-СКИФ (Москва)        | 22 | 10 | 5 | 7  | 32 | 26 | +6  | 35 |                                 |
| 7   | Волжанка (Чебоксары)           | 22 | 9  | 3 | 10 | 35 | 27 | +8  | 30 |                                 |
| 8   | СиМ (Москва)                   | 22 | 5  | 4 | 13 | 19 | 38 | -19 | 19 | объединение с ЖФК «Текстильщик» |
| 9   | КДС Идель (Уфа)                | 22 | 5  | 3 | 14 | 21 | 66 | -45 | 18 |                                 |
| 10  | Сила (Санкт-Петербург)         | 22 | 4  | 1 | 17 | 21 | 69 | -48 | 13 | Переход в Первую лигу           |
| 11  | Сююмбике-Зилант (Зеленодольск) | 22 | 3  | 2 | 17 | 10 | 66 | -56 | 11 |                                 |
| 12  | МИСИ (Москва)                  | 22 | 1  | 4 | 17 | 9  | 70 | -61 | 7  | расформирован                   |
| —   | Снежана (Люберцы)              | —  | —  | — | —  | —  | —  | —   | —  | снялся                          |

Примечания:
- За неявку (было 8 неявок) на матч команде засчитывалось поражение со счетом 3:0.

1. ↑  «СиМ» перед сезоном 1996 влился в перешедший из Первой лиги «Текстильщик» и стал выступать под названием «Текстильщик-СиМ»
2. ↑  «Сила» в связи с финансовыми трудностями перешла в Первую лигу 1996
3. ↑  «МИСИ» в связи с финансовыми трудностями прекратил существование в межсезонье
4. ↑  «Снежана» проведя 4 матча, снялась с соревнований, после окончания сезона 1995 перешла в Чемпионат России по мини-футболу 1995/96

## Результаты матчей
12 команд сыграли каждая с каждой в два круга (дома и в гостях).
| Команда                        | ЭНЕ | ЦСК | СИБ | КАЛ | ЛАД | ЧЕР | ВОЛ | СиМ | ИДЕ  | СИЛ  | СЮЮ  | МИС |
| ------------------------------ | --- | --- | --- | --- | --- | --- | --- | --- | ---- | ---- | ---- | --- |
| Энергия (Воронеж)              |     | 2:0 | 2:0 | 2:0 | 4:0 | 4:0 | 4:1 | 6:0 | 8:1  | 12:1 | 7:0  | 9:0 |
| ЦСК ВВС (Самара)               | 2:0 |     | 1:0 | 6:1 | 5:1 | 4:0 | 2:0 | 1:0 | 10:0 | 7:0  | 10:0 | 8:0 |
| Сибирячка (Красноярск)         | 1:2 | 1:1 |     | 1:0 | 2:0 | 2:0 | 3:0 | 3:0 | 4:0  | 3:0  | 2:0  | 3:0 |
| Калужанка (Калуга)             | 1:1 | 0:3 | 2:1 |     | 3:2 | 0:0 | 1:0 | 2:0 | 6:0  | 2:1  | 3:0  | 5:0 |
| Лада (Тольятти)                | 1:4 | 1:4 | 2:1 | 3:1 |     | 1:0 | 2:1 | 2:1 | 5:1  | 3:1  | 3:1  | 2:0 |
| Чертаново-СКИФ (Москва)        | 2:4 | 1:4 | 2:1 | 1:0 | 2:1 |     | 1:1 | 1:1 | 0:0  | 5:0  | 2:0  | 3:0 |
| Волжанка (Чебоксары)           | 0:2 | 0:1 | 1:2 | 1:2 | 2:2 | 1:2 |     | 3:0 | 7:0  | 4:0  | 3:0  | 2:1 |
| СиМ (Москва)                   | 0:3 | 0:4 | 0:1 | 0:0 | 2:3 | 1:1 | 0:1 |     | 1:0  | 3:0  | 4:1  | 4:1 |
| КДС Идель (Уфа)                | 1:5 | 0:3 | 0:3 | 1:3 | 1:1 | 1:0 | 1:2 | 3:0 |      | 2:1  | 4:0  | 4:2 |
| Сила (Санкт-Петербург)         | 0:5 | 0:5 | 0:3 | 0:3 | 0:1 | 0:3 | 0:1 | 2:1 | 3:0  |      | 6:2  | 2:2 |
| Сююмбике-Зилант (Зеленодольск) | 0:7 | 0:3 | 2:1 | 0:3 | 1:2 | 0:3 | 1:1 | 0:1 | 1:0  | 1:0  |      | 0:1 |
| МИСИ-Бина (Москва)             | 0:6 | 0:1 | 0:4 | 0:3 | 0:3 | 0:3 | 0:3 | 0:0 | 1:1  | 1:4  | 0:0  |     |
| Снежана (Люберцы)              | 1:6 |     | 0:5 |     |     | 0:4 |     |     |      | 1:2  |      |     |

 Домашняя победа  •  Ничья •  Домашнее поражение
1. 1 2 3 4 5 6 7 8  Технический результат

## Золотой матч
В связи с одинаковыми показателями «Энергии» и ЦСК ВВС, достигнутыми в Чемпионате был проведен золотой матч
| 13 ноября 1995 Золотой матч ЧР | Энергия (Воронеж)    | 2:1   | ЦСК ВВС (Самара) | Краснодар                                                        |
| | Буракова · Барбашина | отчет | Савина           | Стадион: Кубань Зрителей: 3000 Судья: Юрий Чеботарёв (Краснодар) |
| Энергия: Свинухова, Дмитриенко, Чаверда ( 16' Сычева), Гедройц, Костраба ( 67'), Мазуренко, Халимдарова, Буракова ( 54'), Босикова ( 60'), Барбашина, Верезубова · ЦСК ВВС: Петько, Марченко ( 34' Нуркенова, 62' Козельская), Покотило, Литвинова, Дауренбекова, Приходько, Джарболова, Григорьева, Светлицкая, Егорова ( 72'), Савина |                      |       |                  |                                                                  |

## Статистика чемпионата

### Лучшие бомбардиры
Голы в аннулированных матчах не учтены. Голы в «Золотом матче» учтены.
| Место | Игрок                 | Клуб                    | Голы (с пенальти) |
| ----- | --------------------- | ----------------------- | ----------------- |
| 1     | Надежда Босикова      | Энергия (Воронеж)       | 34 (2)            |
| 2     | Татьяна Верезубова    | Энергия (Воронеж)       | 20                |
| 3     | Ольга Летюшова        | Калужанка (Калуга)      | 19                |
| 4     | Наталья Барбашина     | Энергия (Воронеж)       | 17                |
| 4     | Елена Кононова        | Сибирячка (Красноярск)  | 17 (5)            |
| 4     | Александра Светлицкая | ЦСК ВВС (Самара)        | 17 (4)            |
| 5     | Резеда Халимдарова    | Энергия (Воронеж)       | 16                |
| 6     | Ирина Григорьева      | ЦСК ВВС (Самара)        | 11                |
| 6     | Татьяна Егорова       | ЦСК ВВС (Самара)        | 11                |
| 6     | Надежда Марченко      | ЦСК ВВС (Самара)        | 11                |
| 6     | Лариса Савина         | ЦСК ВВС (Самара)        | 11                |
| 6     | Елена Сотникова       | Чертаново-СКИФ (Москва) | 11                |

### Рекорды сезона
- Самая крупная победа хозяев (+11): 12:1 в матче «Энергия»—«Сила» (21 августа)
- Самая крупная победа гостей (+7): 0:7 в матче «Сююмбике-Зилант»—«Энергия» (28 октября)
- Наибольшее количество забитых мячей в одном матче (13): 12:1 в матче «Энергия»—«Сила» (21 августа)
- Наибольшее количество голов, забитых одной командой в матче (12): 12:1 в матче «Энергия»—«Сила» (21 августа)
- Самый популярный счёт (1:0 и 2:1): оба - 18 раз (14,40% от сыгранных матчей)

## Символическая сборная
| Сезон | № | Вратари             | Защитники                | Защитники                    | Защитники              | Защитники                | Полузащитники              | Полузащитники        | Полузащитники        | Полузащитники          | Нападающие          | Нападающие           |
| ----- | - | ------------------- | ------------------------ | ---------------------------- | ---------------------- | ------------------------ | -------------------------- | -------------------- | -------------------- | ---------------------- | ------------------- | -------------------- |
| 1995  | 1 | Петько (ЦСК ВВС)    | Капкова (Чертаново-СКИФ) | Гедройц (Энергия)            | Буракова (Энергия)     | Баркова (Чертаново-СКИФ) | Егорова (ЦСК ВВС)          | Босикова (Энергия)   | Светлицкая (ЦСК ВВС) | Халимдарова (Энергия)  | Барбашина (Энергия) | Верезубова (Энергия) |
| 1995  | 2 | Свинухова (Энергия) | Дмитриенко (Энергия)     | Джарболова (ЦСК ВВС)         | Коробицына (Сибирячка) | Костраба (Энергия)       | Чеверда (Энергия)          | Кононова (Сибирячка) | Кремлева (Сибирячка) | Мазуренко (Энергия)    | Комарова (СиМ)      | Григорьева (ЦСК ВВС) |
| 1995  | 3 | Васильева (Сила)    | Покотило (ЦСК ВВС)       | О. Карасёва (Чертаново-СКИФ) | Сергаева (Лада)        | Литвинова (ЦСК ВВС)      | Сотникова (Чертаново-СКИФ) | Летюшова (Энергия)   | Осипова (Лада)       | Богомолова (МИСИ-Бина) | Сычёва (Энергия)    | Лисачева (Волжанка)  |